# غاري فيليبس (موسيقي)
غاري فيليبس (بالإنجليزية: Gary Phillips)‏ هو موسيقي أمريكي، ولد في 5 فبراير 1947 في الولايات المتحدة، وتوفي في 17 يناير 2007.